# Teorema da convergência dominada

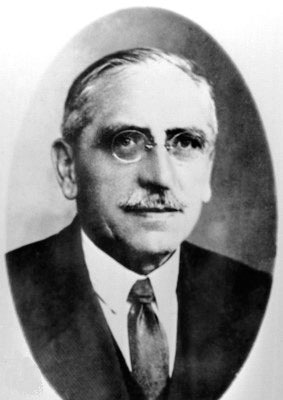
Henri Lebesgue

Em teoria da medida, o teorema da convergência dominada de Lebesgue oferece condições suficientes sob as quais a convergência em quase qualquer lugar de uma sequência de funções implica convergência na norma L¹. Sua potência e sua utilidade são duas das primeiras vantagens teóricas da integração de Lebesgue sobre a integração de Riemann.
É amplamente usada em teoria das probabilidades, já que dá uma condição suficiente para a convergência de valores esperados de variáveis aleatórias.

## Enunciado
Considere {\displaystyle \{f_{n}\}} uma sequência de funções mensuráveis de valores reais em um espaço de medida {\displaystyle (S,\Sigma ,\mu )}. Suponha que a sequência converge pontualmente a uma função {\displaystyle f} e é dominada por alguma função integrável {\displaystyle g} no sentido em que:
{\displaystyle |f_{n}(x)|\leq g(x)}
para todos os números {\displaystyle n} no conjunto de índices da sequência e todos os pontos {\displaystyle x\in S}. Então, {\displaystyle f} é integrável e
{\displaystyle \lim _{n\to \infty }\int _{S}|f_{n}-f|d\mu =0,}
o que também implica
{\displaystyle \lim _{n\to \infty }\int _{S}f_{n}d\mu =\int _{S}fd\mu .}
A afirmação "{\displaystyle g} é integrável" é entendida no sentido de Lebesgue, isto é,
{\displaystyle \int _{S}|g|d\mu <\infty .}
A convergência da sequência e a dominação por {\displaystyle g} podem ser relaxadas a ponto de manter apenas {\displaystyle \mu }-quase em todo lugar, desde que o espaço de medida {\displaystyle (S,\Sigma ,\mu )} seja completo ou {\displaystyle f} seja escolhida como uma função mensurável que concorda com {\displaystyle \mu }-quase em todo lugar com um limite pontual existente em {\displaystyle \mu }-quase em todo lugar. Estas precauções são necessárias, porque, de outra forma, pode existir um subconjunto não-mensurável de um conjunto {\displaystyle \mu }-nulo {\displaystyle N\in \Sigma }, assim, {\displaystyle f} pode não ser mensurável.
Se {\displaystyle \mu (S)<\infty }, a condição de que haja uma função integrável dominante pode ser relaxada ao ponto da integrabilidade uniforme da sequência {\displaystyle \{f_{n}\}}.

## Prova
O teorema da convergência dominada de Lebesgue é um caso especial do teorema de Fatou–Lebesgue. Abaixo, entretanto, está uma prova direta que usa o lema de Fatou como ferramenta essencial.

Já que {\displaystyle f} é o limite pontual da sequência {\displaystyle (f_{n})} das funções mensuráveis que são dominadas por {\displaystyle g}, é também mensurável e dominada por {\displaystyle g}, logo, é integrável. Além disto,
{\displaystyle |f-f_{n}|\leq |f|+|f_{n}|\leq 2g}
para todo {\displaystyle n} e
{\displaystyle \limsup _{n\to \infty }|f-f_{n}|=0.}
A segunda afirmação é trivialmente verdadeira (pela própria definição de {\displaystyle f}. Usando a linearidade e monotonicidade da integral de Lebesgue,
{\displaystyle \left|\int _{S}{fd\mu }-\int _{S}{f_{n}d\mu }\right|=\left|\int _{S}{(f-f_{n})d\mu }\right|\leq \int _{S}{|f-f_{n}|d\mu }.}
Pelo lema de Fatou reverso (é aqui que usamos o fato de que {\displaystyle |f-f_{n}|} é limitado acima por uma função integrável),
{\displaystyle \limsup _{n\to \infty }\int _{S}|f-f_{n}|d\mu \leq \int _{S}\limsup _{n\to \infty }|f-f_{n}|d\mu =0,}
o que implica que o limite existe e se esvai, isto é,
{\displaystyle \lim _{n\to \infty }\int _{S}|f-f_{n}|d\mu =0.}
Finalmente, já que
{\displaystyle \lim _{n\to \infty }\left|\int _{S}fd\mu -\int _{S}f_{n}d\mu \right|\leq \lim _{n\to \infty }\int _{S}|f-f_{n}|d\mu =0.}
temos
{\displaystyle \lim _{n\to \infty }\int _{S}f_{n}d\mu =\int _{S}f\mu .}
Se os pressupostos se mantêm apenas {\displaystyle \mu }-quase em todo lugar, então, existe um conjunto {\displaystyle \mu }-nulo {\displaystyle N\in \Sigma }, tal que as funções {\displaystyle f_{n}1_{n}} satisfazem os pressupostos em todo lugar em {\displaystyle S}. Então, {\displaystyle f(x)} é o limite pontual de {\displaystyle f_{n}(x)} para todo {\displaystyle x\in S\backslash N} e {\displaystyle f(x)=0} para {\displaystyle x\in N}, logo, {\displaystyle f} é mensurável. Os valores das integrais não são influenciados por este conjunto {\displaystyle \mu }-nulo {\displaystyle N}.
O teorema da convergência dominada se mantém mesmo se {\displaystyle f_{n}} convergir a {\displaystyle f} em medida (medida finita) e a função dominante for não negativa em quase todo lugar.

## Discussão dos pressupostos
O pressuposto de que a sequência é dominada por alguma integrável {\displaystyle g} não pode ser ignorado. Isto pode ser visto como se segue: defina {\displaystyle f_{n}(x)=n} para {\displaystyle x} no intervalo {\displaystyle (0,1/n]} e {\displaystyle f_{n}(x)=0} em outros casos. Qualquer {\displaystyle g} que domina a sequência deve também dominar o supremo pontual {\displaystyle h=\sup _{n}f_{n}}. Observe que:
{\displaystyle \int _{0}^{1}h(x)dx\geq \int _{\frac {1}{m}}^{1}{h(x)dx}=\sum _{n=1}^{m-1}\int _{\left({\frac {1}{n+1}},{\frac {1}{n}}\right]}{h(x)dx}\geq \sum _{n=1}^{m-1}\int _{\left({\frac {1}{n+1}},{\frac {1}{n}}\right]}{ndx}=\sum _{n=1}^{m-1}{\frac {1}{n+1}}\to \infty \qquad {\text{conforme }}m\to \infty ,}
pela divergência da série harmônica. Assim, a monotonicidade da integral de Lebesgue nos diz que não existe nenhuma função integrável que domine a sequência em {\displaystyle [0,1]}. Um cálculo direto mostra que a integração e o limite pontual não comutam para esta sequência:
{\displaystyle \int _{0}^{1}\lim _{n\to \infty }f_{n}(x)dx=0\neq 1=\lim _{n\to \infty }\int _{0}^{1}f_{n}(x)dx,}
porque o limite pontual da sequência é a função zero. Note que a sequência {\displaystyle \{f_{n}\}} não é sequer uniformemente integrável, logo, o teorema da convergência de Vitali também não é aplicável.

## Teorema da convergência limitada
Um corolário do teorema da convergência dominada é o teorema da convergência limitada, que afirma que, se {\displaystyle \{f_{n}\}} for uma sequência de funções mensuráveis de valores reais uniformemente limitadas que converge pontualmente em um espaço de medida limitado {\displaystyle (S,\Sigma ,\mu )} (isto é, em que {\displaystyle \mu (S)} é finito) a uma função {\displaystyle f}, então, o limite {\displaystyle f} é uma função integrável e
{\displaystyle \lim _{n\to \infty }\int _{S}{f_{n}d\mu }=\int _{S}{fd\mu }.}
A convergência pontual e a limitação uniforme da sequência podem ser relaxadas a ponto de manter apenas {\displaystyle \mu }-quase em todo lugar, desde que o espaço de medida{\displaystyle (S,\Sigma ,\mu )} seja completo ou {\displaystyle f} seja escolhida como uma função mensurável que concorda com {\displaystyle \mu }-quase em todo lugar com o limite pontual existente {\displaystyle \mu }-quase em todo lugar.

### Prova
Já que a sequência é uniformemente limitada, há um número real {\displaystyle M} tal que {\displaystyle |f_{n}(x)|\leq M} para todo {\displaystyle x\in S} e para todo {\displaystyle n}. Defina {\displaystyle g(x)=M} para todo {\displaystyle x\in S}. Então, a sequência é dominada por {\displaystyle g}. Além disso, {\displaystyle g} é integrável, já que é uma função constante sobre um conjunto de medida finita. Por isso, o resultado segue a partir do teorema da convergência dominada.
Se os pressupostos se mantêm apenas {\displaystyle \mu }-quase em todo lugar, então, existe um conjunto {\displaystyle \mu }-nulo {\displaystyle N\in \Sigma } tal que as funções {\displaystyle f_{n}1_{n}} satisfazem os pressupostos em todo lugar em {\displaystyle S}.

## Convergência dominada em espaçosLp(corolário)
Considere {\displaystyle (\Omega ,{\mathcal {A}},\mu )} um espaço de medida, {\displaystyle 1\leq p<\infty } um número real e {\displaystyle \{f_{n}\}} uma sequência de funções {\displaystyle {\mathcal {A}}}-mensuráveis {\displaystyle f_{n}:\Omega \to \mathbb {R} \cup \{\infty \}}.
Assuma que a sequência {\displaystyle \{f_{n}\}} converge {\displaystyle \mu }-quase em todo lugar a uma função {\displaystyle f} {\displaystyle {\mathcal {A}}}-mensurável e é dominada por um {\displaystyle g\in L^{p}}, isto é, para todo número natural {\displaystyle n}, temos {\displaystyle |f_{n}|\leq g} {\displaystyle \mu }-quase em todo lugar.

Então, todas as {\displaystyle f_{n}} assim como {\displaystyle f} estão em {\displaystyle L^{p}} e a sequência {\displaystyle \{f_{n}\}} converge a {\displaystyle f} no sentido de {\displaystyle L^{p}}, isto é:
{\displaystyle \lim _{n\to \infty }\|f_{n}-f\|_{p}=\lim _{n\to \infty }\left(\int _{\Omega }|f_{n}-f|^{p}d\mu \right)^{\frac {1}{p}}=0.}

## Extensões
O teorema da convergência dominada se aplica também a funções mensuráveis com valores em um espaço de Banach com a função dominante ainda sendo não negativa e integrável como acima. O pressuposto de convergência quase em todo lugar pode ser enfraquecido a ponto de exigir apenas convergência em medida.